# 伯茨湖
52°34′12″N 13°49′44″E / 52.570036°N 13.829027°E

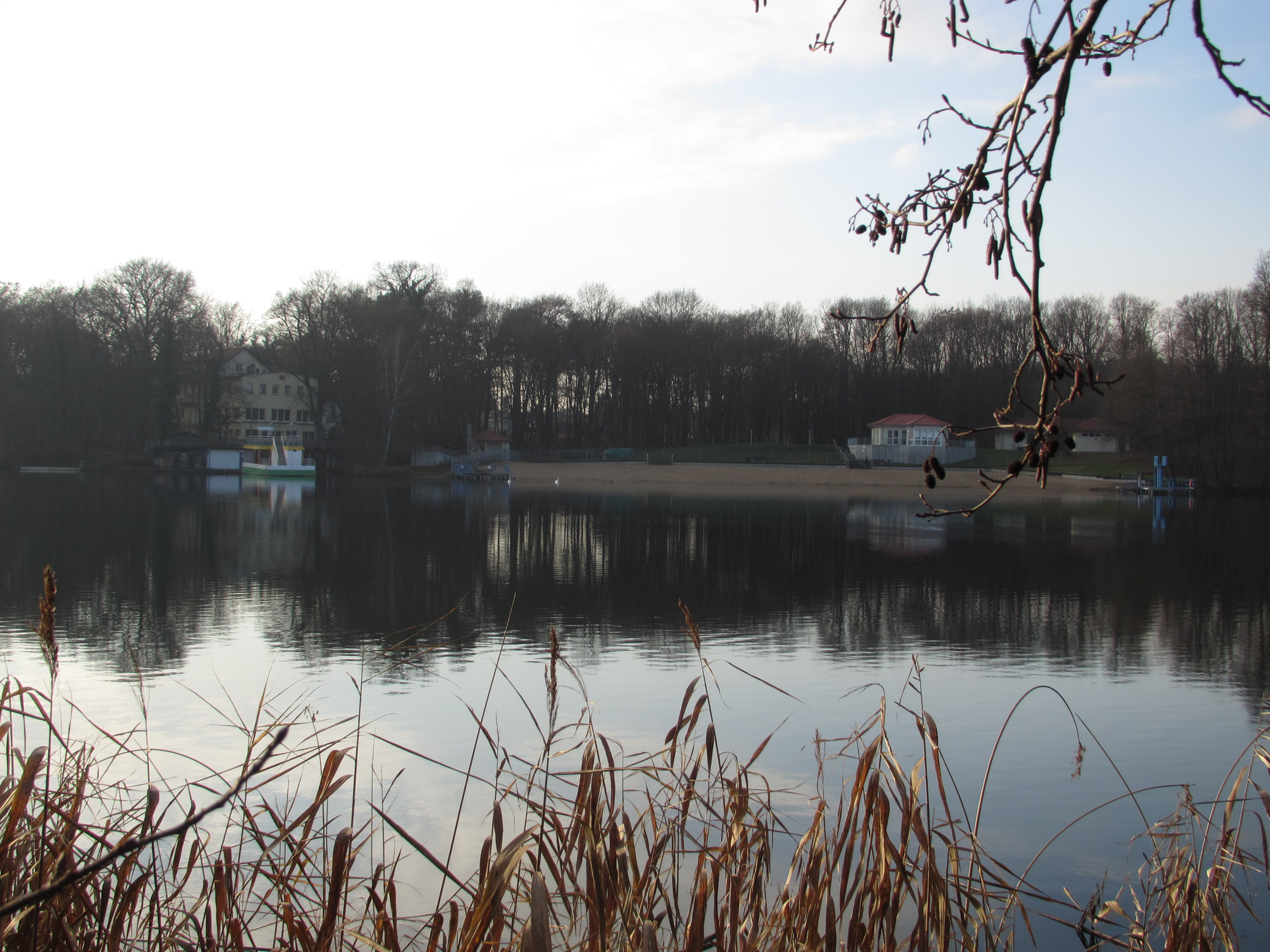

伯茨湖（德語：Bötzsee），是德國的湖泊，位於該國東北部，由勃蘭登堡州負責管轄，處於梅爾基施-奧得蘭縣，長4公里、寬0.4公里，面積0.86平方公里，最大水深13.8米。